# یورا مانوکیان
یورا آواگی مانوکیان (ارمنی: Յուրա Ավագի Մանուկյան؛ زادهٔ ۳ ژانویهٔ ۱۹۴۰ - درگذشته ۷ فوریهٔ ۲۰۱۳) یک آموزگار، ریاضی‌دان و سیاستمدار اهل ارمنستان بود که از تاریخ ۱۹۹۹ تا تاریخ ۲۰۰۳ سمت نمایندگی دوره مجلس ملی جمهوری ارمنستان را برعهده داشت.

## زندگی‌نامه
در ۳ ژانویهٔ ۱۹۴۰ در ایروان به دنیا آمد و از دانشگاه دولتی علوم پرورشی خاچاطور آبوویان ارمنستان (۱۹۶۳) فارغ‌التحصیل شد.   وی در ۷ فوریهٔ ۲۰۱۳ در سن ۷۳ سالگی در ایروان درگذشت.